# Ursula Krinzinger

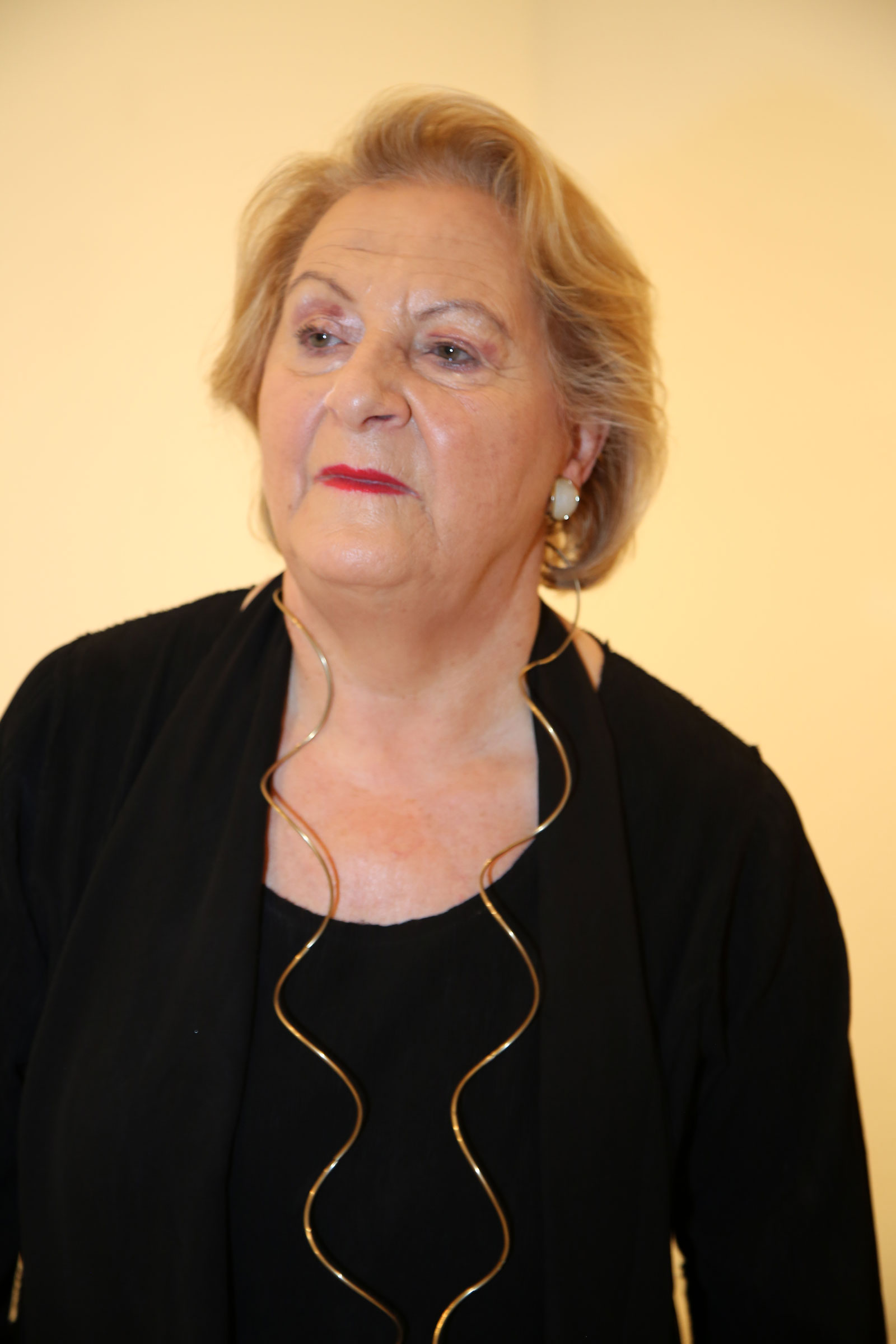
Ursula Krinzinger (2015)

Ursula Krinzinger (* 15. Februar 1940 in Bregenz) ist eine österreichische Galeristin und Kunsthändlerin. Sie ist Lobbyistin der zeitgenössischen Kunst und förderte die Avantgarde der 1960er- und 1970er-Jahre.

## Leben
Ursula Krinzinger, geboren als Ursula Humpeler in Bregenz, studierte, nach Beendigung ihres Dolmetscherstudiums, Kunstgeschichte und Archäologie in Innsbruck, Wien, Paris und London. 1965 wurde sie mit einer Dissertation über Franz Xaver Bobleter promoviert.
1971 eröffnete sie die erste Galerie Kin Bregenz, wo sie bereits Kunstschaffende wie Gottfried Bechtold, Bruno Gironcoli, Maria Lassnig, Arnulf Rainer etc. zeigte. 1972 übersiedelte sie nach Innsbruck und erweiterte das Galerieprogramm um internationale Kunst.
1986 erfolgte der Umzug nach Wien, Seilerstätte 16, wo sie die Galerie Krinzinger 2002 um ein experimentelles Ausstellungshaus („Krinzinger Projekte“, jetzt auch „Krinzinger Schottenfeld“ genannt) erweiterte, um es der Förderung jüngerer Kunst, thematischer Aufarbeitungen und weiterer Projekte, wie dem ersten permanenten Residence Programm, zu widmen. Den Ursprung ihres Galerieprogramms bildet nationale (z. B. Wiener Aktionismus) und internationale körperbezogene Kunst, Aktion, Performance, Skulptur und Malerei.
Unter den rund 600 von Krinzinger realisierten Einzel- und Gruppenausstellungen finden sich international sehr beachtete, von ihr kuratierte Gruppenausstellungen, wie „Zur Situation und Kreativität der Frau“ (1975), „Zur Definition eines neuen Kunstbegriffs“ (1979), „Neue Strategien NYC I“ (1986), „Manierismus Subjektiv“ (1987), „Fluxus Subjektiv“ (1990), „LAX“ (1992), „UK Maximum Diversity“ (1998), „Berlin Binnendifferenz“ (2000), „post_modellismus“ (2005), „Curated by“ (2009–24) etc. und eine Vielzahl renommierter Einzelausstellungen mit von der Galerie vertretenen nationalen und internationalen Künstlern wie Marina Abramović, Kader Attia, Atelier van Lieshout, Gottfried Bechtold, Chris Burden, Monica Bonvicini, Günter Brus, Angela de la Cruz, Zhang Ding, Secundino Hernández, Waqas Khan, Brigitte Kowanz, Maha Malluh, Jonathan Meese, Otto Muehl, Hans Op de Beeck, Meret Oppenheim, Eva Schlegel, Mithu Sen, Sudarshan Shetty, Rudolf Schwarzkogler, Daniel Spoerri, Gavin Turk, Erik van Lieshout, Martin Walde, Mark Wallinger, Zhang Wei, Lois Weinberger, Andreas Werner, Thomas Zipp.
Als Netzwerkerin und Förderin der zeitgenössischen Kunst seit über 50 Jahren aktiv, ist Krinzinger an bedeutenden internationalen Messen als Komiteemitglied und Ausstellerin beteiligt. Seit den 1970er Jahren erkannte sie die Wichtigkeit internationaler Kunstmessen um Künstler zu fördern und eine globale Vermarktung zu ermöglichen. Die Galerie ist und war bei folgenden Kunstmessen vertreten: Abu Dhabi, Basel, Brüssel, Chicago, Dubai, Düsseldorf, Hong Kong, Köln, Kopenhagen, London, Madrid, Mexico, Miami Beach, New York, Paris, Peking, Rotterdam, Singapur, Shanghai, Stockholm, Taipei, Washington, Zürich etc.
Seit 2002 organisiert sie die Krinzinger Residencies mit Ateliers für national und internationale Künstlern in Wien, Kroatien, Ungarn und Sri Lanka (one world foundation), ein für eine Galerie bis dato nicht dagewesenes Format.
In den 1970er Jahren waren Kunstmagazine die einzige Informationsquelle zum internationalen Kunstmarkt und Kultur-Geschehen. Damals begann sie ihre Kunstzeitschriftensammlung. Das „Krinzinger Lesehaus“ im Weinviertel ist eine Präsenzbibliothek unterschiedlicher Magazine in 16 Sprachen. Die Galerie Krinzinger bespielt das Krinzinger Lesehaus mit der Einladung von bedeutenden Künstlern, Publizisten, Museumsfachleuten, Literaten und Wissenschaftlern zu Lesungen und Ausstellungen. Krinzinger bezieht insbesondere junge und anerkannte Künstler in ihr Ausstellungsprogramm mit ein und unterstützt diese bei ihrer Bekanntwerdung. Die Galerie steht gemeinsam mit dem Lesehaus für ständigen Austausch, Entwicklung und die Förderung neuer Künstler und ist ein Beispiel dafür, dass Innovationskraft sich nicht auf eine primäre Idee zu einem bestimmten Zeitpunkt beschränken muss, sondern auch eine jahrzehntelange, generationsübergreifende Reise sein kann.

## Auszeichnungen
Sie erhielt folgende Ehrenzeichen: Silberne Ehrenzeichen für Verdienste um das Land Wien (1995), Chevalier de l’Ordre des Arts et des Lettres (1998), OscART (2004), Österreichisches Ehrenkreuz für Wissenschaft und Kunst (2007), The FEAGA European Gallery Awards, Lifetime Achievement Award, Basel (2012), Goldener Tiroler Adler-Orden (2016).

## Privates
Ursula Krinzinger ist mit dem Archäologen Friedrich Krinzinger verheiratet, mit dem sie zwei Kinder hat: Angelika Krinzinger und Thomas Krinzinger.

## Werke
- Der Vorarlberger Maler Franz Xaver Bobleter (1800–1869), Dissertation, Universität Innsbruck, 1965